# Taynton (Oxfordshire)
Taynton – wieś w Anglii, w hrabstwie Oxfordshire, w dystrykcie West Oxfordshire. Leży 29 km na zachód od Oksfordu i 112 km na zachód od Londynu.